# The Invasion (wrestling)
L'Invasion fu una storyline di wrestling realizzata dalla World Wrestling Federation tra il giugno e il dicembre del 2001. Essa fu caratterizzata da un'invasione da parte dei lottatori della World Championship Wrestling e della Extreme Championship Wrestling – che si fusero per formare The Alliance - contro una stable di lottatori che avevano intenzione di rappresentare la WWF. La trama iniziò poco dopo le acquisizioni della WWF di WCW ed ECW rispettivamente a marzo e ad aprile 2001 e si concluse con un "winner takes all" tra l'Alliance e la WWF a Survivor Series.
L'idea di una supercard con le due migliori federazioni della Monday Night War era considerato uno scenario dream match agli occhi di molti fan, dato che avrebbe permesso ai fan di vedere quale federazione sarebbe stata superiore nella storyline. L'angle iniziò quando il figlio di Mr. McMahon, Shane McMahon, annunciò a WWF Raw is War l'episodio finale di WCW Nitro (che si fuse in un simulcast) che aveva comprato la WCW sotto il naso di suo padre. Ciò portò a diverse apparizioni run-in di wrestler WCW durante Raw is War e SmackDown! nel corso dei mesi dopo WrestleMania X-Seven.
Nel giugno 2001, l'angle crebbe in intensità mentre le storyline della WWF in qualche modo diminuirono per fare spazio alla storyline centrale dell'Invasion. WCW e ECW si fusero per formare The Alliance e sfidarono il controllo della WWF sull'industria del wrestling. Al pay-per-view WWF Invasion ebbe luogo un'Inaugural Brawl, dove Steve Austin disertò e si unì all'Alliance.
Dopo l'invasione tra The Alliance e la WWF si verificarono numerosi match inter-federali, che portarono fino al culmine dell'angle alle Survivor Series, quando il Team WWF (The Rock, Chris Jericho, Big Show, The Undertaker e Kane) sconfisse il Team Alliance (Steve Austin, Kurt Angle, Rob Van Dam, Booker T e Shane McMahon) in un Winner Takes All Elimination Tag Team Match.
L'angle vide il successo finanziario della WWF, con il pay-per-view WWF Invasion che guadagnò un buyrate di 770.000 spettatori. Nonostante il suo successo commerciale, l'angle ha ricevuto recensioni miste ed è generalmente considerato una grande delusione da parte dei fan e dei critici.

## Storia

### La guerra del lunedì sera

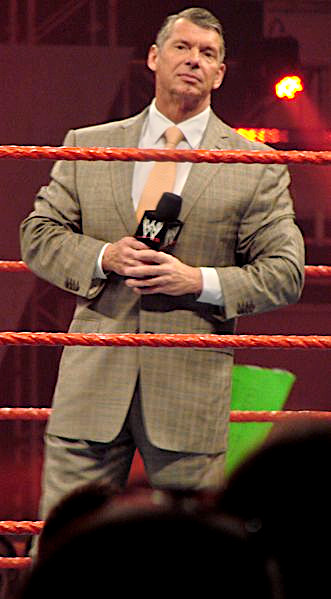
Vince McMahon e la WWF acquistarono i diritti della WCW nel marzo 2001

Durante la Monday Night War la WWF e la WCW, le due migliori federazioni di wrestling dell'America del Nord, competevano per gli indici d'ascolto. Attraverso sviluppi come la creazione del New World Order (NWO) e lo Screwjob di Montréal, i fan compararono continuamente le due federazioni e la comunità di wrestling di Internet era piena di dibattiti su quale delle due fosse superiore. Tra gli altri fattori, tuttavia, la cattiva gestione all'interno della WCW (come consentire ai lottatori stessi di bookare i match e varie istanze della politica aziendale) alla fine portarono la WCW in una spirale discendente da cui non si riprese mai. La Monday Night War terminò il 23 marzo 2001, quando la WWF acquistò i diritti sulla video biblioteca, sui marchi, sui contratti di 24 lottatori, sui titoli e su altre proprietà selezionate (nomi di talenti, immagini, somiglianze, slogan, ring e cinture)  della WCW per ciò che venne considerato un basso prezzo scontato.

### L'acquisizione della WCW
L'ultima notte della Monday Night War si verificò il 26 marzo 2001: Raw is War si concentrò principalmente sulle principali storyline in direzione di Wrestlemania X-Seven, mentre Nitro tenne il proprio episodio finale con una Night of Champions. Il signor McMahon aprì Nitro e annunciò un simulcast più tardi quella notte per affrontare il futuro della WCW. Durante tutto Raw is War, Mcmahon nominò pubblicamente diversi lottatori WCW che non sarebbero stati mantenuti. Anche se la maggior parte di loro avrebbe lottato per la WWE negli anni successivi, egli licenziò legittimamente Jeff Jarrett in televisione a causa dell'animosità tra i due risalenti nel 1999, quando Jarrett ricattò McMahon per essere bookato in un match a No Mercy, quando il suo contratto era scaduto il giorno prima. Dopo che Sting sconfisse Ric Flair nell'ultimo match della WCW, iniziò il simulcast. McMahon parlò dell'acquisizione della WCW e giocò con l'idea di rendere la WCW un enorme conglomerato dei media, proprio come la WWF. Chiese alla folla chi avrebbe dovuto tenere sotto la sua ala, menzionando i nomi dei lottatori WCW e chiedendo una reazione. Lex Luger ricevette una reazione negativa dei fan e Hulk Hogan, Buff Bagwell, Booker T, Scott Steiner, Sting, e Goldberg ricevettero reazioni positive. Vince, tuttavia, procedette poi a licenziarli tutti, tra gli applausi della folla di Raw is War e i fischi della folla di Nitro. McMahon annunciò quindi che avrebbe firmato il contratto e reso l'acquisto ufficiale a Wrestlemania, a condizione che Ted Turner avesse portato il contratto a McMahon per firmarlo personalmente. Shane McMahon, tuttavia, apparve a Nitro e annunciò in kayfabe che aveva firmato il contratto ed aveva acquistato la WCW sotto il naso di suo padre, piantando il seme per ciò che venne considerata un'opportunità di lucrativa storyline futura. La storyline dell'Invasion non iniziò immediatamente poiché la WWF si stava preparando ad organizzare WrestleMania 17, lo spettacolo più importante dell'anno che si sarebbe svolto pochi giorni dopo.

### L'invasione della WCW

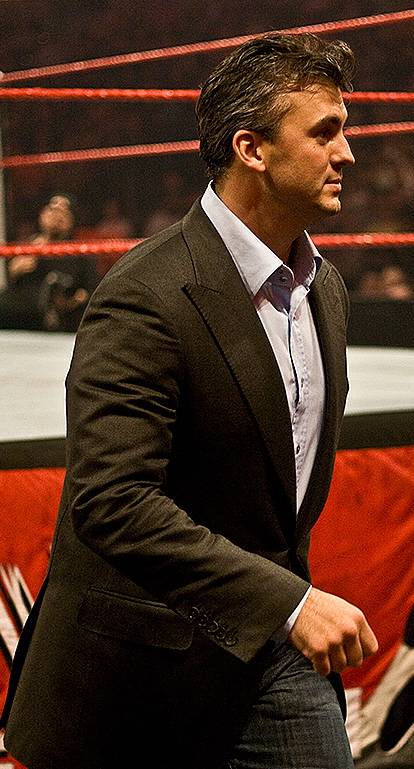
Shane McMahon possedette la WCW per tutta la storyline dell'Invasion

La WWF aveva effettivamente raddoppiato le dimensioni del suo roster attraverso la sua acquisizione della WCW, e di conseguenza, non c'era abbastanza tempo screen per tutti. Il piano originale era trovare uno slot di tempo su TNN per continuare a mostrare la WCW come entità separata. Vennero persino inseriti sondaggi su wwf.com e wcw.com per decidere il nome del nuovo spettacolo. Questi piani caddero quando nessuna stazione televisiva scelse la WCW a causa della sua reputazione nel perdere denaro.
Come parte di questi piani, Lance Storm divenne il primo wrestler WCW ad apparire nella programmazione WWF, compiendo un run-in durante un match dell'episodio del 28 maggio di Raw Is War. Hugh Morrus fece il suo debutto in WWF nella puntata di Raw Is War del 4 giugno attaccando Edge. A King of the Ring il 24 giugno, l'allora wrestler WCW Booker T interferì durante il triple threat main event match per il WWF Championship e quasi costò il titolo a Steve Austin. Inoltre, Austin subì legittimamente la frattura delle ossa della mano a causa dello slam che prese da Booker T contro un tavolo di commento. La notte successiva a Raw Is War, che si tenne nel Madison Square Garden di New York City, si verificò uno scontro tra il proprietario della WCW Shane McMahon e il proprietario della WWF Vince McMahon. Mentre Vince era sul ring, Booker T arrivò da dietro per sferrare uno scissor kick a Vince. Il roster della WWF corse sul ring per aiutare Vince, ma Booker T e Shane McMahon scapparono tra la folla. Questo incidente segnò l'inizio ufficiale della storyline d'Invasion; Il commentatore di Raw Is War Jim Ross annunciò: "Le linee di battaglia sono state tracciate!"
I WCW Tag Team Champions Chuck Palumbo e Sean O'Haire fecero poi il loro debutto in WWF il 28 giugno 2001, invadendo SmackDown! e attaccando gli Hardy Boyz e i Dudley Boyz durante un tag team match, prima di fuggire dopo che i lottatori della WWF l'inseguirono sul ring. Mentre stavano uscendo dall'arena, vennero attaccati alle spalle da altri lottatori della WWF guidati da Hardcore Holly e dall'APA, impedendo che ciò che era successo con i precedenti wrestler WCW che correvano verso l'arena uscendo indisturbati e riportandoli sul ring, dove vennero picchiati dai lottatori della WWF.
La WWF alla fine iniziò a riconoscere la WCW e testò l'idea di un'estensione del marchio dando alla WCW gli ultimi venti minuti di Raw Is War, con Scott Hudson e Arn Anderson come annunciatori al posto di Jim Ross e Paul Heyman. Durante un match tra Buff Bagwell e Booker T per il WCW Championship, Kurt Angle e l'allora WWF Champione Steve Austin interferirono per rappresaglia picchiando Booker T, con Bagwell che si unì ad Angle e Austin nel colpire Booker T. Questo match venne accolto male dal pubblico presente al Tacoma Dome a Tacoma; il giornalista sportivo Michael Landsberg riferì che molti definirono l'incontro "il peggior match di sempre". Una fonte citò che il match avrebbe dovuto mostrare il meglio della WCW, ma invece presentava troppe soste e non abbastanza azione. Il pubblico schernì i lottatori con i canti "This match sucks!" e "Boring!" Una fonte della WWF vicina a Vince McMahon disse che "odiava assolutamente" il segmento. In un'intervista podcast con Steve Austin nel 2015, Bagwell espresse i suoi sospetti sui veri piani della WWF per il prodotto WCW, affermando la sua confusione sul motivo per cui il suo match con Booker T si svolse a Tacoma (un'area molto filo-WWF) invece che nello spettacolo Raw Is War della settimana successiva alla Philips Arena ad Atlanta (l'ex quartier generale della WCW), dove probabilmente il match avrebbe ricevuto un'accoglienza più positiva da parte dei fan.
Fino a quel momento, il contingente della WCW era stato costruito fino a diventare faces scontenti che si ribellavano all'heel Vince McMahon, a causa della spacconata di Vince durante l'ultima puntata di Nitro e l'usurpazione della proprietà della WCW da parte di Shane. Originariamente, i talenti della WCW dovevano attaccare rigorosamente i wrestler WWF strettamente heel. La reazione fortemente negativa del pubblico base della WWF al prodotto e al talento della WCW, tuttavia, insieme alla realtà che un programma di wrestling WCW su misura per attirare i fan della WWF non sarebbe andato a buon fine, portò all'improvviso a turnare l'intero contingente WCW. Un esempio fu la gimmick dell'allora membro della WCW Alliance Diamond Dallas Page, la cui prima apparizione in WWF venne costruita nel corso di diverse settimane in una storyline in cui venne ritratto come un anonimo stalker che inviava videocassette invasive all'allora babyface The Undertaker.

### L'arrivo della ECW

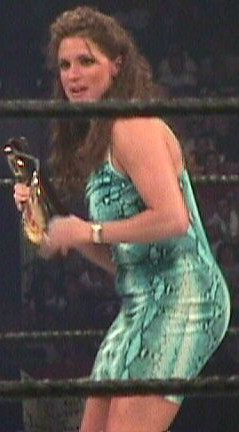
Stephanie McMahon divenne la proprietaria in storyline della ECW e si unì a suo fratello per formare The Alliance

Nella puntata di Raw Is War del 9 luglio alla Philips Arena di Atlanta, Kane avrebbe dovuto affrontare Mike Awesome e Lance Storm in un handicap match. Chris Jericho apparve sullo stage si offrì di essere il partner di Kane, trasformandolo così in un tag team match. Verso la fine del match, Jericho applicò la Walls of Jericho a Lance Storm. Mentre la mossa veniva applicata, tuttavia, Rob Van Dam e Tommy Dreamer attraversarono gli spalti, salirono sul ring e iniziarono a colpire Kane e Jericho. In risposta, i lottatori della WWF composti da The Dudley Boyz, Tazz, Justin Credible, Rhyno e Raven (tutti ex lottatori ECW) corsero sul ring. Dopo un breve stallo, la cavalleria della WWF si voltò e attaccò Kane e Jericho. Ciò spinse Paul Heyman a lasciare il tavolo di commento e ad entrare sul ring. Dopo aver dato il cinque ai lottatori, annunciò che la ECW era coinvolta nell'invasione. Heyman parlò di quanto fosse stanco di sedere accanto a Jim Ross e discutere di WCW vs. WWF, affermando che sentiva che tutti si erano dimenticati della ECW e annunciò: "Questa invasione è appena stata portata all'estremo!".
Più tardi, durante la serata, Shane e Vince Mcmahon s'incontrarono nel backstage. Shane disse a suo padre che la ECW doveva essere tenuta d'occhio e fece notare che c'erano dieci lottatori ECW sotto l'ala di Heyman. Suggerì che WWF e WCW schierassero cinque lottatori ciascuno per eliminare la ECW; Vince accettò, ma insistette ostinatamente sul fatto che la WCW alla fine avrebbe incontrato la sua fine quando tutto sarebbe stato detto e fatto.
Alla fine della serata, i wrestler WCW salirono sul ring, accompagnati da Shane McMahon. Poi salirono sul ring i wrestler WWF e, prima che entrasse la ECW, i wrestler WCW e WWF iniziarono a litigare. I wrestler WWF liberarono il ring, ma vennero poi presi d'assalto dai wrestler ECW ed eliminati. I wrestler WCW salirono sul ring, diedero il cinque agli uomini ECW e poi demolirono i wrestler WWF mentre Paul Heyman e Shane McMahon si abbracciavano in trionfo. Dopo aver visto uno sbalordito Vince McMahon chiedere cosa stesse succedendo, Shane ammise di essere responsabile di tutti gli eventi appena trapelati e annunciò che ECW e WCW si erano fuse per formare The Alliance – con Stephanie McMahon come nuovo proprietario della ECW.

### La partenza ed il ritorno di Steve Austin

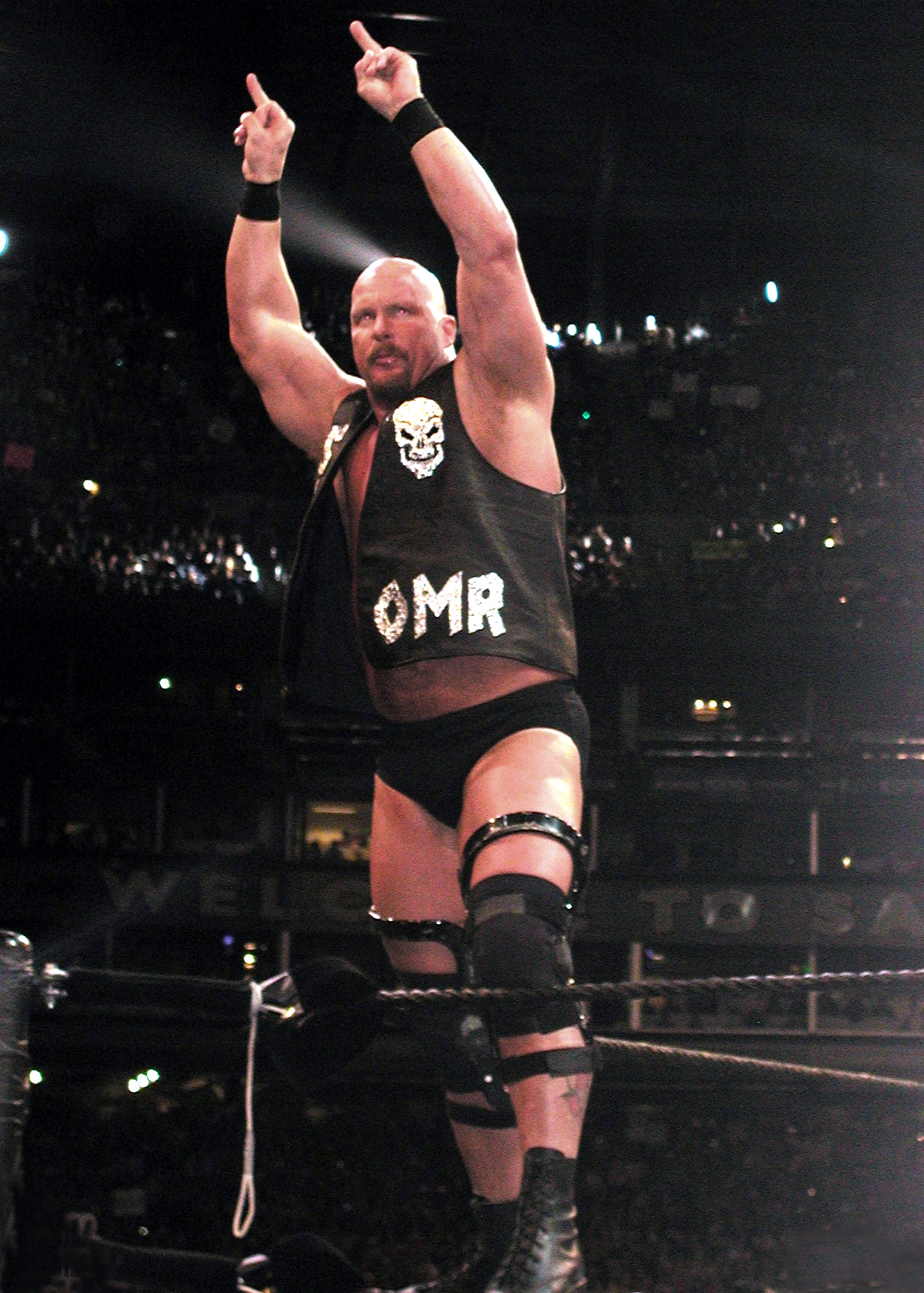
Steve Austin

Steve Austin, che era diventato heel a WrestleMania e aveva stretto un'alleanza con McMahon quando aiutò Austin a vincere il WWF Championship, cambiò carattere durante questo periodo. Invece di essere un redneck bevitore di birra, era più emotivo e cercò di rallegrare Vince McMahon, che era chiaramente stressato dalla minaccia dell'Alliance, facendo qualcosa di generoso come regalare a Vince un cappello da cowboy. Nella puntata di SmackDown! del 12 luglio, Austin cantò Kumbaya e We Are the Champions per McMahon, a cui Vince non rispose. Più tardi quella notte, Vince McMahon uscì e chiese ad Austin di salire sul ring, annunciandolo come l'uomo che avrebbe portato il Team WWF al pay-per-view e alla vittoria. Entrando, Vince McMahon disse ad Austin che era cambiato parecchio da WrestleMania e quando la WWF si sarebbe scontrata con l'Alliance all'imminente pay-per-view, non aveva bisogno di un Austin che lo abbracciasse, gli facesse regali e gli cuocesse biscotti. Aveva bisogno del "vecchio" Stone Cold che era un "FDP bevitore di birra e sboccato" e del "vecchio" Stone Cold che "non prendeva merda da nessuno". Chiese ad Austin di buttarlo a terra, urlando anche alla folla: "Se volete che Stone Cold colpisca a morte Vince McMahon, datemi un hell yeah!" a cui la folla rispose con entusiasmo. Austin, tuttavia, scosse la testa e procedette a lasciare il ring, voltando le spalle a Vince McMahon. Più tardi quella notte, quando Diamond Dallas Page e Shane McMahon si scontrarono con Undertaker e Kurt Angle, molti membri dell'Alliance interferirono. Kane e Jericho giunsero per aiutare il loro team, ma i membri dell'Alliance erano troppi e senza Austin a sostenere i suoi compagni di squadra, il Team WWF venne sopraffatto.
Nella puntata di Raw del 16 luglio, Austin venne mostrato bere e giocare a biliardo in un bar del centro. Durante la notte, Vince McMahon tenne una riunione della WWF nel backstage. Undertaker e l'APA tennero un discorso motivazionale su come non avrebbero più dovuto tollerare l'Alliance. Dopo che ebbero finito, Brooklyn Brawler portò Freddie Blassie nella stanza in modo che potesse rivolgersi ai lottatori e caricarli per la notte. Mentre i wrestler della WWF si univano, Austin guardava gli eventi in televisione al bar. Continuò a sbattere la sua stecca sul tavolo da biliardo e se ne andò.
Più tardi quella notte, DDP e Rhyno affrontarono Kane e Undertaker. Durante il match, ci furono interferenze da parte dell'Alliance. In risposta, The Hardy Boyz, APA, Jericho e Kurt Angle giunsero per aiutare i loro alleati della WWF, ma arrivarono altri membri dell'Alliance e sopraffecero i lottatori della WWF. Nel backstage molti wrestler della WWF e dell'Alliance combatterono l'uno contro l'altro e la WWF sembrava essere dalla parte perdente. Tuttavia un fuoristrada arrivò fino all'arena, Austin uscì con la sua stecca e procedette a picchiare tutti i wrestler WCW ed ECW sul suo cammino. Poi giunse sul ring e aggredì i wrestler dell'Alliance, rifilando Stunner alla maggior parte degli uomini sul ring.

### InVasion
A InVasion, si svolse l'Inaugural Brawl tra il Team WCW/ECW e il Team WWF. Il Team WWF era composto da Steve Austin, Kurt Angle, Chris Jericho, Kane e Undertaker, contro il team di DDP, Booker T, Rhyno e dei Dudley Boys. Verso la fine del match, tutti i lottatori erano fuori dal ring tranne Booker T e Angle. Kurt Angle applicò l'ankle lock su Booker T, che cedette, ma nessun arbitro era lì a testimoniarlo. Austin poi trascinò un arbitro sul ring, ma, in uno swerve, diede un calcio in testa a Kurt Angle, lo colpì con una Stunner, mise Booker T sopra Kurt Angle e disse all'arbitro di contare. Il Team WCW/ECW vinse il match a causa del tradimento di Austin nei confronti della WWF.
La notte successiva, Austin affermò di essersi unito all'Alliance perché lo apprezzavano. Citò l'abbraccio di Vince ad Angle e la chiamata al telefono di The Rock come segni che Vince non apprezzava Austin e accusò McMahon di aver adescato Angle per essere il futuro campione WWF.

### La WWF guadagna slancio

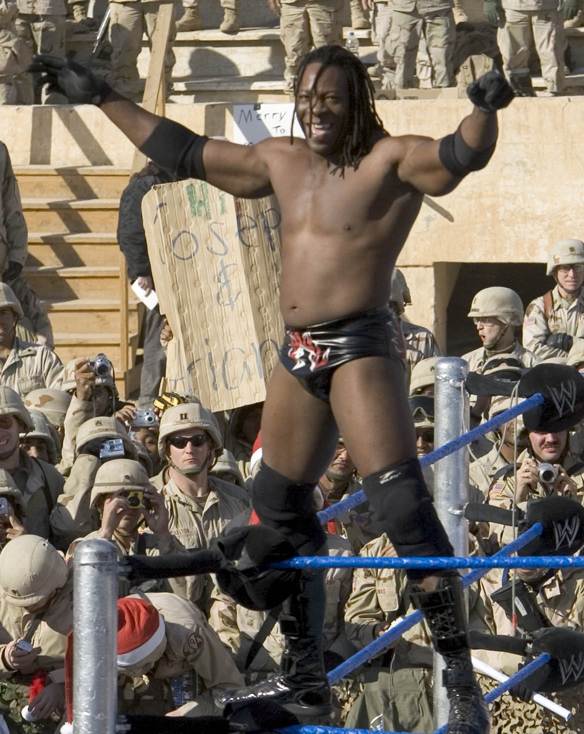
Booker T perse il suo WCW Championship con i wrestler Kurt Angle e The Rock durante l'estate

Nella puntata di SmackDown! del 26 luglio, Shane McMahon invitò The Rock, che non si vedeva dalla puntata di Raw Is War successiva a WrestleMania X-Seven, ad unirsi all'Alliance. Sempre quella notte, Kurt Angle sfidò Booker T ad un match per il WCW World Heavyweight Championship, che Booker T accettò. La WWF guadagnò slancio quando Angle fece sottomettere Booker T con un'ankle lock, portando il WCW Championship lontano dall'Alliance. La corsa per il titolo di Angle si rivelò di breve durata, poiché Booker T lo riconquistò nella puntata di Raw del 30 luglio.
In quello stesso Raw Is War al First Union Center di Philadelphia, The Rock tornò per la prima volta dalla sua sospensione in kayfabe (in realtà, gli venne data la "sospensione" per prendere tempo libero per le registrazioni di Il_Re_Scorpione) nella puntata di Raw Is War del 2 aprile. Shane, Stephanie e Vince McMahon erano sul ring quella notte, cercando di convincere The Rock a unirsi a loro. Shane ricordò a The Rock di come Vince lo avesse fregato per il WWF Championship all'inizio dell'anno a WrestleMania e anche in uno steel cage match il giorno dopo WrestleMania. Vince ammise che aveva sbagliato a sostenere Austin, dato che era un serpente a sonagli che avrebbe dovuto sapere che alla fine lo avrebbe morso. Promise a The Rock che non aveva intenzione di fregarlo se fosse tornato nella WWF, ma notò anche che non poteva promettere che non l'avrebbe mai fatto; se andava bene per gli affari, disse, allora poteva farlo. Disse a The Rock che almeno era onesto con lui e supplicò che The Rock si fidasse di sé stesso, affermando che il suo futuro era con i fan e la WWF. The Rock diede a Vince una Rock Bottom dopo alcuni litigi tra Shane e Vince, e continuò a fissare Shane, poi sorrise sfacciatamente e strinse la mano di Shane, fingendo una defezione all'Alliance e un turn heel, ma poi colpì con una Rock Bottom anche lui e gli diede un People's Elbow, prima di affermare con enfasi: "Finalmente, The Rock è tornato... in WWF", allineandosi così alla World Wrestling Federation.
Il suo ritorno portò ad un WCW Championship match tra The Rock e Booker T a SummerSlam, che The Rock vinse, segnando la seconda volta che la cintura del WCW Championship cambiasse schieramento con la WWF. In quello stesso pay-per-view, Austin mantenne il suo WWF Championship contro Angle dopo che Angle aveva vinto per squalifica.
Gli spettacoli successivi di Raw Is War e SmackDown! caratterizzarono principalmente match interpromozionali tra le due compagnie, con un match notevole che fu un single match tra Chris Jericho e Rhyno nella puntata di SmackDown! del 9 agosto in cui Rhyno effettuò la sua mossa finale 'The Gore' su Jericho che a sua volta distrusse una piccola parte della sceneggiatura dello stage (la settimana successiva nella puntata di SmackDown! del 16 agosto avrebbe portato al debutto dello stage con il pugno in risposta alla distruzione della scenografia ovale). Nella puntata di Raw Is War del 27 agosto, Austin rubò le medaglie di Kurt Angle e nella puntata di SmackDown! del 30 agosto le legò a un blocco di cemento e le gettò in un fiume. Nella puntata successiva di Raw Is War del 3 settembre, Debra e Stephanie acquistarono un nuovo camion per Austin, ma Angle arrivò da dietro e inchiodò Austin nella parte posteriore della testa con un tubo. Mise un blocco di cemento e una corda nel camion, ci mise dentro Austin e si allontanò sul camion. Bendò Austin e minacciò di gettarlo in un fiume se non avesse ottenuto una title shot. Austin, timoroso per la sua vita, "scoppiò in lacrime" e accettò di dare ad Angle una title shot al pay-per-view successivo, Unforgiven. Angle disse, tuttavia, che Austin "stava ancora andando in acqua", ma invece mise semplicemente in imbarazzo Austin gettandolo in una piscina per bambini.
La WWF guadagnò ancora più slancio a Unforgiven, poiché The Rock mantenne il WCW Championship in un handicap match contro Booker T e Shane McMahon, e Kurt Angle sottomise Austin con l'ankle lock, vincendo il WWF Championship da Austin, mettendo entrambe le cinture nelle mani della WWF.

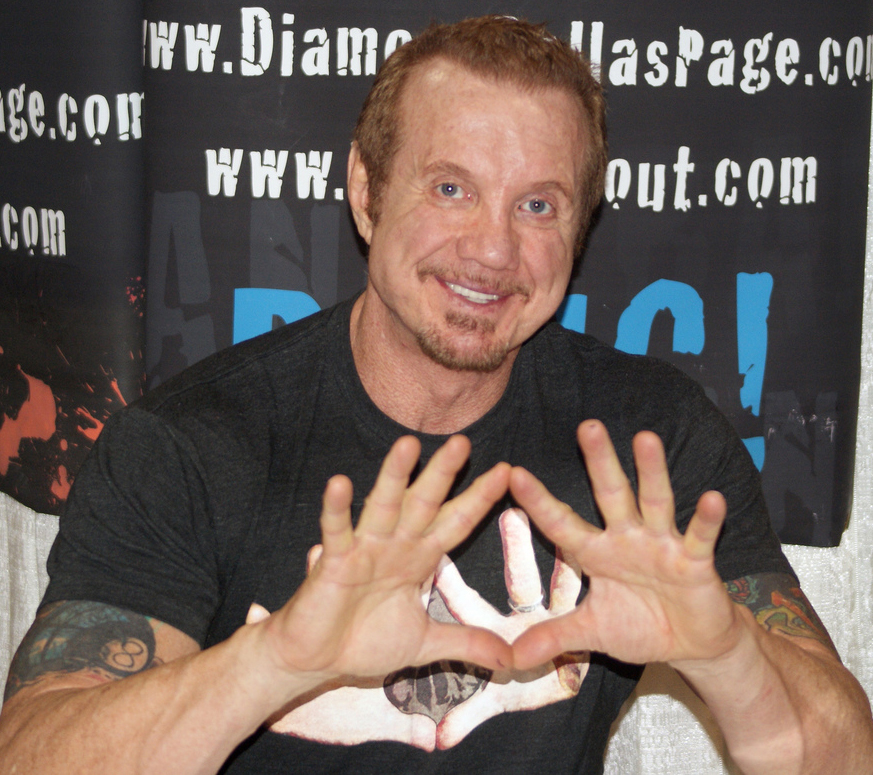
Il feud di Diamond Dallas Page con The Undertaker culminò in una sconfitta contro quest'ultimo in un tag team match a SummerSlam

Quasi ogni altro titolo era passato di mano durante questo periodo di tempo, scambiandosi tra superstar WWF e membri dell'Alliance. Ad esempio, The Undertaker e Kane batterono Diamond Dallas Page e Chris Kanyon in uno Steel Cage Match a Summerslam diventando co-detentori di entrambi i titoli WWF e WCW Tag Team. Inoltre, X-Pac batté Billy Kidman diventando doppio campione del WWF Light Heavyweight Champion e del WCW Cruiserweight Champion.

### Chris Jericho e The Rock litigano mentre The Alliance torna alla ribalta

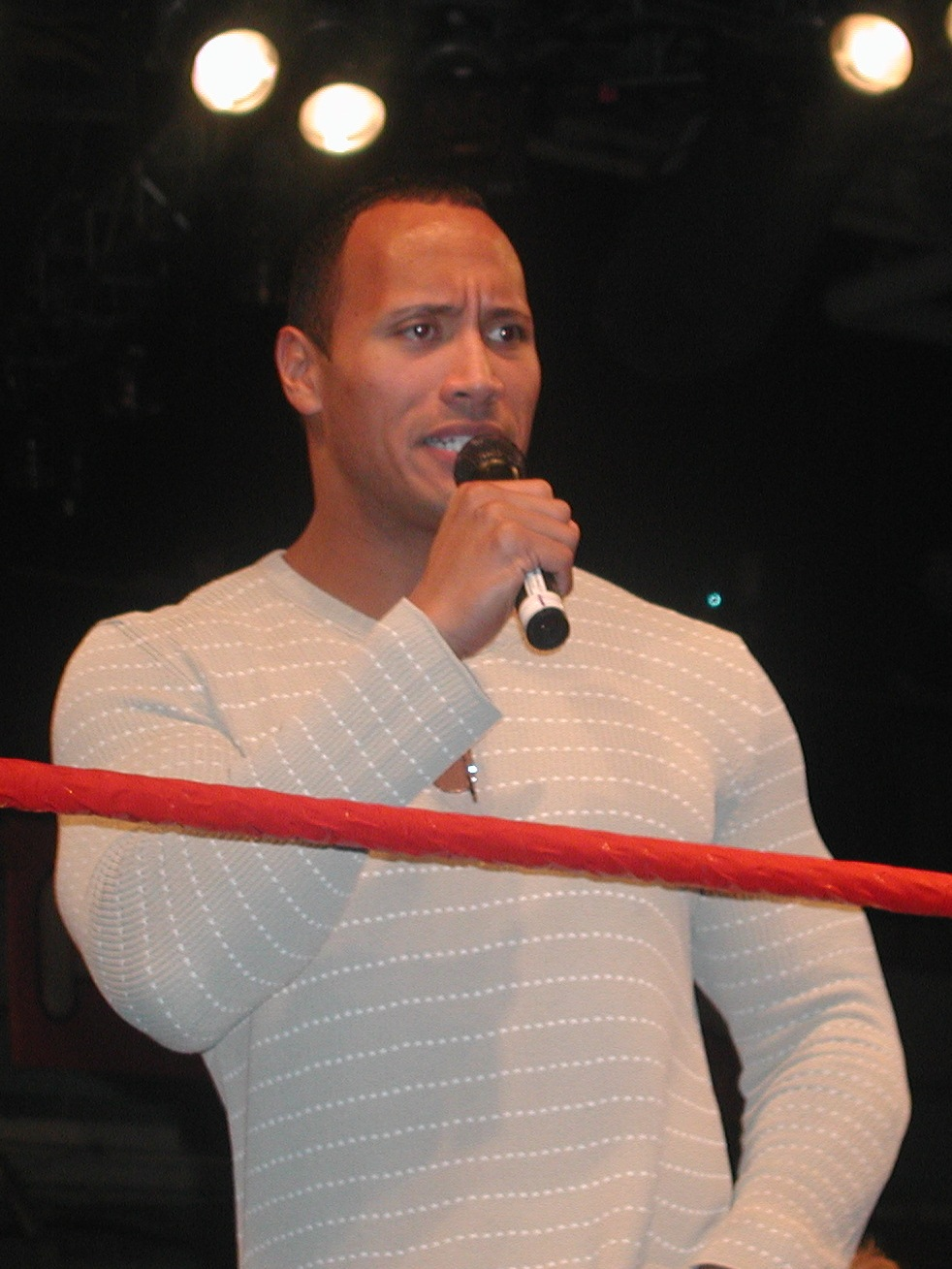
The Rock

Dopo Unforgiven ci furono diversi match interpromozionali. Inoltre, si formò un punto cruciale della storyline quando, durante la messa in onda di Raw dell'8 ottobre, Jericho e The Rock si allearono contro Shane McMahon e Rob Van Dam. Durante il match, Jericho colpì erroneamente The Rock con una sedia d'acciaio, costandogli il match. The Rock affrontò Jericho nel backstage dopo il match, portando a una rissa tra i due. I due iniziarono un feud, anche se spesso combatterono insieme, ebbero espedienti simili lanciando insulti comici a Stephanie McMahon e ad un certo punto vinsero il WWF Tag Team Championship.
Sempre quella notte, Steve Austin e Kurt Angle si affrontarono per il WWF Championship e l'allora commissioner WWF William Regal, che sedeva a bordo ring per assicurarsi che si svolgesse un match equo, colpì Kurt Angle con la cintura, pugnalando così alle spalle la WWF e costando ad Angle il titolo. Nella successiva puntata di SmackDown! dell'11 ottobre, Linda McMahon licenziò prontamente Regal dalla sua posizione di Commissonier WWF e nominò Mick Foley come suo sostituto. Regal venne poi dichiarato Commissoner dell'Alliance da Shane e Stephanie.
Il feud tra Jericho e The Rock sfociò in un match a No Mercy il 21 ottobre, dove Jericho batté The Rock per vincere il WCW Championship (il primo titolo mondiale di Jericho) e Steve Austin sconfisse Angle e Rob Van Dam per mantenere il suo WWF Championship.
Nella puntata di Raw del 29 ottobre, Shane McMahon disse a suo padre, Vince McMahon, che un membro della WWF sarebbe passato nell'Alliance quella notte. Più tardi quella stessa notte, Kurt Angle pugnalò alle spalle la WWF colpendo Jericho, The Rock, Undertaker e Kane con sedie d'acciaio. Nel seguente episodio di SmackDown! del 1º novembre, Angle, che originariamente guidava i wrestler della WWF, spiegò che rappresentava ciò che è grande dell'America: era un vincitore e la sua defezione giunse dalla sua decisione di combattere dalla parte vincente. Quella squadra includeva Steve Austin, un uomo che Angle sosteneva sapesse come vincere.

### La conclusione

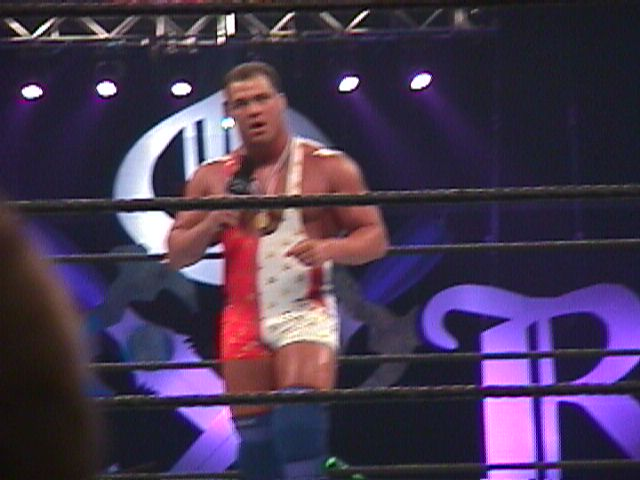
In una swerve, Kurt Angle si unì a The Alliance, solo per tornare nel Team WWF alle Survivor Series

Nella messa in onda del 5 novembre di Raw, Vince McMahon contrastò la defezione di Kurt Angle affermando che un membro del Team Alliance avrebbe disertato durante un match alle successive Survivor Series. Steve Austin uscì per confrontarsi con Vince al riguardo e Vince dichiarò che Austin sarebbe stato quello che avrebbe disertato. A causa di questo annuncio, molti membri dell'Alliance iniziarono a diffidare di Austin, che negò con veemenza le accuse e chiamò Vince un bugiardo. Austin continuò ad interrogare i membri del Team Alliance, interrogando Booker T e facendo sedere Rob Van Dam in una stanza con una luce che lo illuminava. Quella stessa notte The Rock vinse il WCW Championship contro Chris Jericho, ma Jericho aggredì The Rock sul ring dopo il match.
Tutto ciò portò a un match Winner Take All alle Survivor Series 2001, che videro il Team WWF (The Rock, Chris Jericho, The Undertaker, Kane e Big Show) contro il Team Alliance (Steve Austin, Kurt Angle, Booker T, Rob Van Dam e Shane McMahon). Gli ultimi tre uomini nel match furono The Rock e Jericho vs Austin. Jericho venne eliminato e, per continuare il feud tra i due uomini, attaccò The Rock con un Breakdown, anche se il futuro di Jericho era in gioco se The Rock avesse perso. The Rock e Austin continuarono a darsi battaglia, rubando e invertendo le loro manovre distintive e l'arbitro venne messo al tappeto nel match. Stone Cold colpì The Rock con la Stunner e lo schienò ma non c'era nessun arbitro a contarlo. Austin si avvicinò all'arbitro abbattuto per cercare di rianimarlo. Mentre ciò accadeva, Angle corse sul ring, raccolse la cintura del WWF Championship e con essa colpì Austin, rivelandosi il disertore a cui McMahon si riferiva per tutto il tempo. The Rock si alzò in piedi e ne approfittò per effettuare una Rock Bottom e un pin su Austin, al che l'arbitro si svegliò e contò intontito il conteggio di tre. Il Team WWF prevalse, terminando così la storyline.
Nella stessa notte vennero unificati diversi titoli; Edge sconfisse Test per unificare il WCW United States Championship e il WWF Intercontinental Championship, mentre The Dudley Boyz batterono gli Hardy Boyz in uno Steel Cage match per unificare il WCW Tag Team Championship con il WWF Tag Team Championship. L'ultimo membro della ECW, Jazz, fece il suo debutto durante una Six Pack Challenge per il vacante WWF Women's Championship, che venne vinta da Trish Stratus.

## Conseguenze

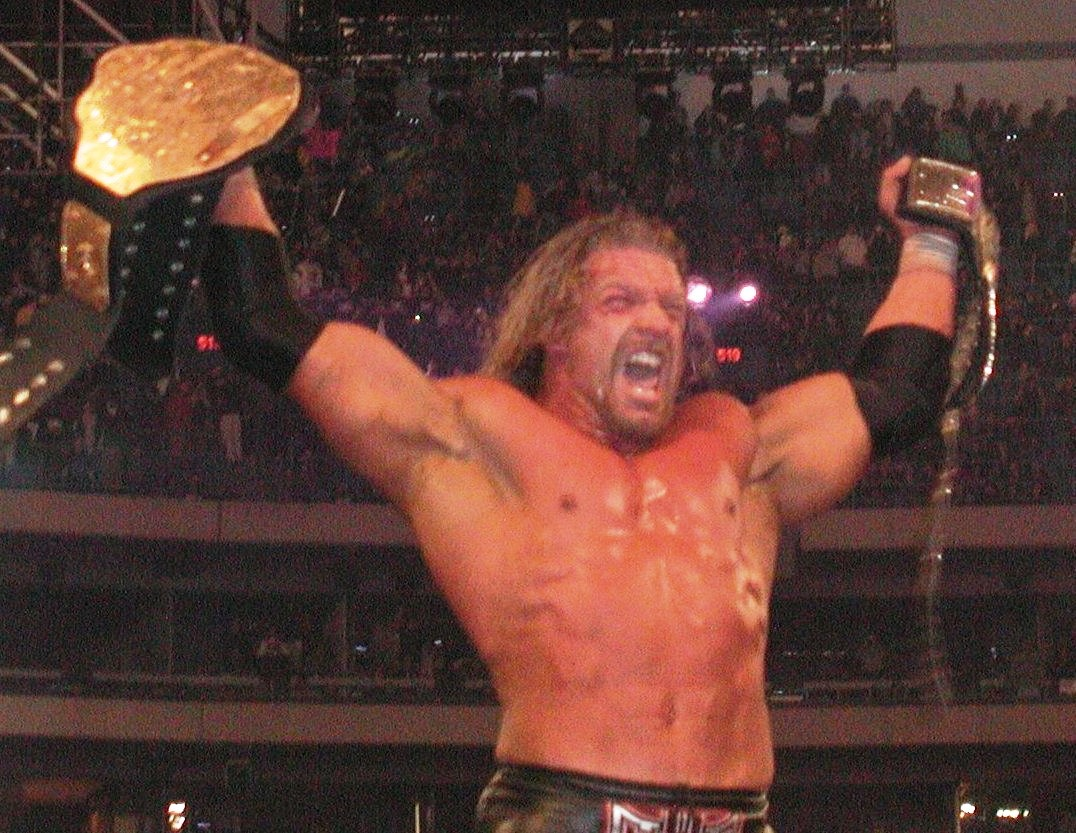
Il WCW World Heavyweight Championship venne successivamente unificato con il WWF Championship per formare l'Undisputed WWF Championship, che Triple H vinse a WrestleMania X8 nel marzo 2002 dopo aver sconfitto Chris Jericho.

### La WCW
Dopo che l'Alliance venne sciolta, la WWF dovette affrontare una crisi dei titoli; cioè, aveva troppi titoli (a causa dell'acquisizione di tutti i titoli della WCW) e ogni titolo veniva svalutato. Per combattere ciò, la WWF iniziò ad unificare molti titoli. Survivor Series 2001 vide due match per l'unificazione del titolo: il WCW United States Champion Edge sconfisse Test per diventare il WWF Intercontinental Champion, ritirando il titolo USA, mentre i WCW World Tag Team Champions The Dudley Boyz sconfissero The Hardy Boyz per vincere il WWF Tag Team Championship, ritirando i titoli WCW. Il mese successivo a Vengeance, il WCW Championship (ribattezzato semplicemente World Championship dopo Survivor Series) venne unificato con il WWF Championship di cui Chris Jericho divenne il campione sconfiggendo sia The Rock che Steve Austin in un torneo di tre match per formare l'Undisputed WWF Championship, che continuò il lignaggio del WWF Championship, mentre l'ex World Championship venne ritirato. Un altro titolo WCW, il WCW Cruiserweight Championship, venne rinominato come titolo WWF (e successivamente WWE) e sostituì il WWF Light Heavyweight Championship.
L'Undisputed Championship era originariamente rappresentato da entrambe le cinture originali WWF e WCW, e il campione avrebbe portato entrambe le cinture in giro fino a quando non sarebbe stato sostituito con una cintura singola l'anno successivo nell'edizione del 1º aprile di Raw. All'inizio della Brand Extension della WWE, l'Undisputed Champion appariva sia a Raw che a SmackDown! fino a quando l'allora campione Brock Lesnar firmò un accordo esclusivo con SmackDown! dopo la sua vittoria su The Rock a SummerSlam 2002, rendendo così il titolo esclusivo per il brand. In risposta, l'allora direttore generale di Raw Eric Bischoff introdusse il World Heavyweight Championship, rappresentato dall'ex cintura WCW/World Championship, e lo assegnò a Triple H, che era il contendente numero uno per il titolo Undisputed. L'Undisputed Championship sarebbe stato ribattezzato WWE Championship, poiché non era più indiscusso dato che c'erano due titoli del mondo nella federazione. Nella puntata del 19 giugno 2003 di SmackDown!, lo United States Championship venne ripreso come titolo esclusivo di SmackDown!, diventando così il WWE United States Championship (e controparte dell'Intercontinental Championship di Raw): è l'unico titolo attivo attualmente nella WWE a non aver avuto origine nella federazione.
Sebbene la WWF abbia acquisito tutti i titoli WCW, molti non sono mai stati utilizzati dopo l'acquisto della WCW, come il WCW Cruiserweight Tag Team Championship e il WCW World Television Championship, che venne ritirato in silenzio un anno prima che la WCW cessasse l'attività. Jim Ross menzionò di sfuggita il WCW Hardcore Championship a WWF Invasion quando menzionò tutti i titoli che Lance Storm aveva tenuto in WCW, ma il titolo non apparve mai durante la storyline.

### La ECW
Sebbene Tazz sia apparso brevemente negli show WWF con l'ECW Championship nel 2000 (mentre era sotto contratto con la WWF) dopo che il campione in carica ECW Mike Awesome aveva inaspettatamente firmato con la WCW, nessuno dei titoli della ECW vennero trasmessi in televisione dalla WWF durante l'angle dell'Invasion a causa del blocco dei beni della ECW in un tribunale fallimentare; la WWE alla fine acquistò i beni della ECW nel 2003. Sebbene il marchio WCW sia effettivamente morto una volta per tutte dopo la fine della storyline dell'Invasion, la ECW venne temporaneamente rianimata dalla WWE nel 2005 ai fini di uno speciale spettacolo di reunion, ECW One Night Stand, tenutosi il 12 giugno 2005. La costruzione di questo evento irripetibile vide gli ex talenti ECW mettere in mostra le virtù del marchio rispetto al prodotto WWE e le apparizioni di diversi ex lottatori ECW non sotto contratto con la WWE. Nel 2006, venne annunciato che la WWE avrebbe resuscitato la ECW come terzo marchio (per completare Raw e SmackDown!). Il secondo One Night Stand, tenutosi l'11 giugno 2006, portò al debutto ufficiale della nuova ECW il martedì successivo. Rob Van Dam venne insignito dell'ECW World Heavyweight Championship per la sua vittoria nella vittoria del WWE Championship su John Cena, facendo rivivere così ufficialmente il titolo per il marchio ECW, nonché l'unico wrestler a detenere contemporaneamente i titoli ECW e WWE . Questo è stato l'unico titolo ECW ad essere riattivato dalla WWE per il marchio ECW. Il marchio avrebbe continuato ad operare fino a febbraio 2010, quando venne annunciato da Vince McMahon che ECW sarebbe stato sostituito da una serie di sviluppo per nuovi talenti intitolata WWE NXT, che alla fine prese il posto della FCW (Florida Championship Wrestling), l'ex territorio di sviluppo della WWE situato in Florida. Il titolo ECW venne ritirato insieme alla chiusura del marchio.

### Le conseguenze negative dopo Survivor Series

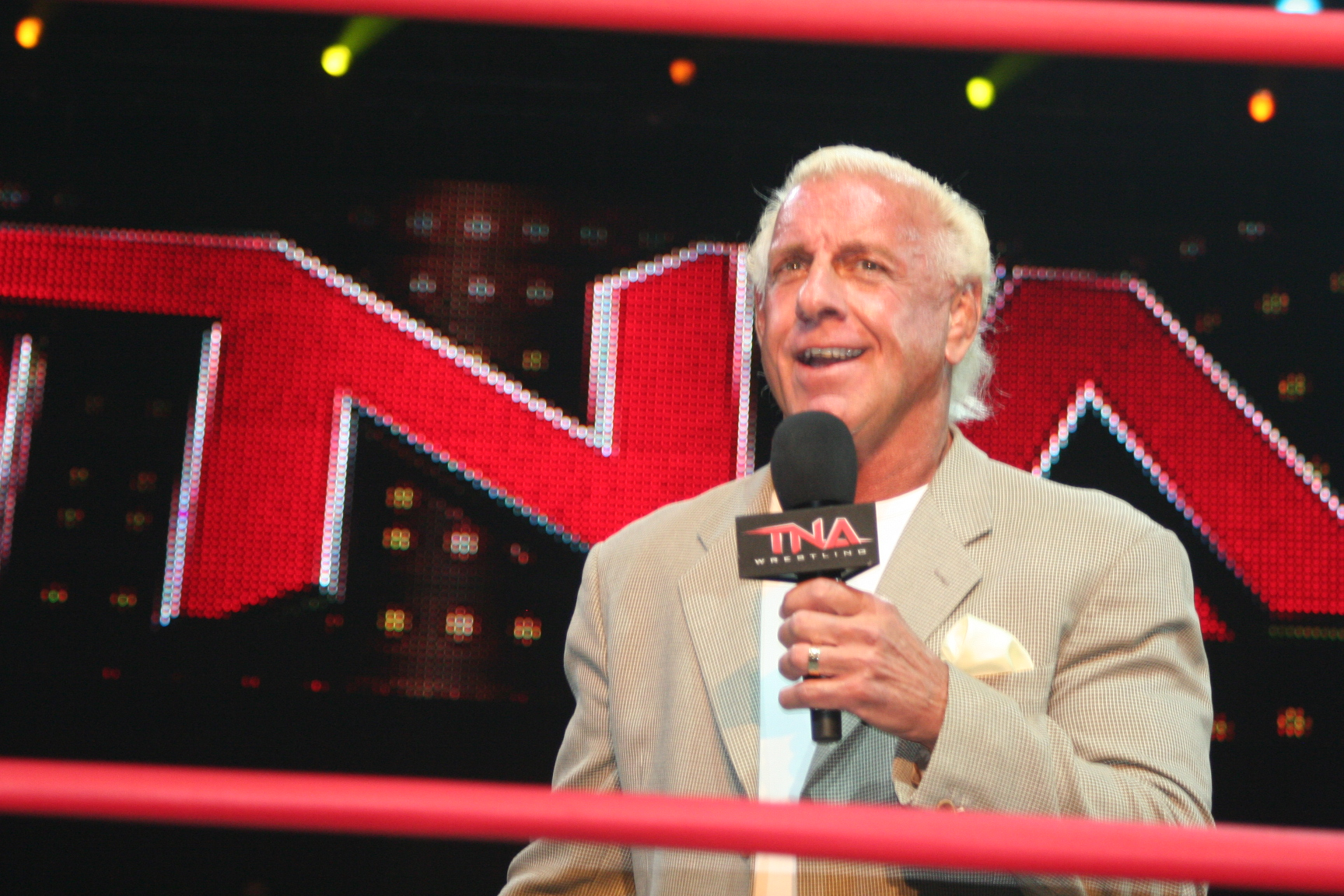
La star WCW di vecchia data Ric Flair ritornò in WWF per la prima volta dal 1993 nella puntata di Raw dopo Survivor Series

Il membro dell'Alliance Test vinse una battle royal a Survivor Series che vide lottare sia l'Alliance che la WWF per il diritto di essere immuni dal licenziamento per un anno. Nelle settimane successive Test iniziò a usare quell'immunità a suo vantaggio, attaccando e maltrattando altri lottatori senza motivo e spesso aggredendo gli arbitri. Ogni volta che fosse stato chiamato a farlo, avrebbe usato la sua immunità dal licenziamento. Poco dopo Survivor Series, tuttavia, questo fatto venne infine dimenticato.
L'immunità venne estesa anche a qualsiasi membro dell'Alliance che avesse mantenuto un titolo a conclusione delle Survivor Series. Steve Austin, che era il WWF Champion, The Dudley Boyz, che erano i WWF Tag Team Champions, Rob Van Dam, che era il WWF Hardcore Champion, e Christian, che era il WWF European Champion ottennero l'immunità. Di questi lottatori, tutti tranne Van Dam (che era già applaudito dai fan nonostante fosse nell'Alliance) rimasero heel dopo l'Alliance. Ricevettero l'immunità anche Stacy Keibler, manager dei Dudley Boyz, e Tazz che era un commentatore di "SmackDown!" ed era stato cacciato dall'Alliance diverse settimane prima.
Nella puntata di Raw la notte dopo Survivor Series, il WWF Commissioner Mick Foley si dimise. (In realtà, Foley lasciò legittimamente la WWF a causa di disaccordi sulla direzione della compagnia e non sarebbe riapparso fino a giugno 2003.) Vince McMahon celebrò la sua (presunta) completa e unica proprietà della WWF e la sua vittoria finale sull'Alliance, delirando di potere per tutta la notte. Il suo delirio di potere incluse il licenziamento di Paul Heyman dell'Alliance dalla sua posizione di commento (tutto questo venne fatto in kayfabe per cancellare Heyman dalla programmazione WWF a causa del fatto che a Heyman venne assegnato un nuovo ruolo nel backstage all'interno della compagnia come nuovo sceneggiatore capo) e lo sostituì con il ritorno di Jerry Lawler, assente dalla compagnia da febbraio. In seguito fece scortare sua figlia Stephanie fuori dall'edificio dalla sicurezza con suo figlio, Shane McMahon, che lasciò l'arena di sua spontanea volontà; Stephanie sarebbe tornata nella programmazione WWF nel gennaio 2002, mentre Shane prese una pausa dalla programmazione WWF che durò fino al 2003. Forse la sua mossa più egoistica durante questo delirio di potere fu quella di far diventare il commissario dell'Alliance William Regal membro inaugurale del famigerato Kiss My Ass Club per permettergli di mantenere il suo posto di lavoro.
McMahon annunciò anche che avrebbe spogliato il leader dell'Alleanza Steve Austin del suo WWF Championship e lo avrebbe assegnato a Kurt Angle, che si era ritratto come l'eroe di Survivor Series per tutta la notte e si era vantato delle sue azioni in una questione egoistica con altri lottatori face, motivo per cui tutti gli restituirono reazioni negative. Ciò portò un arrabbiato Angle a dire a McMahon che nessuno lo aveva ringraziato e apprezzato per le sue azioni, quindi McMahon disse ad Angle che gli avrebbe assegnato il WWF Championship. In tal modo, McMahon completò un lento turn heel che aveva iniziato all'inizio della notte.
Prima che McMahon potesse annunciare Angle come il nuovo campione WWF, Ric Flair (che stava tornando in WWF dopo aver lasciato nel gennaio 1993) annunciò di "aver scommesso su un vincitore" alle Survivor Series. Quando venne pressato, Flair rivelò a McMahon che in realtà non era l'unico proprietario della WWF come aveva inizialmente pensato. Quando Shane McMahon e Stephanie McMahon avevano acquistato la WCW e la ECW all'inizio dell'anno, avevano venduto le loro azioni della WWF a "un consorzio", e che Flair era l'uomo che le aveva acquistate, rendendolo mezzo proprietario della WWF.
Subito dopo aver fatto la dichiarazione, Austin fece il suo ritorno e attaccò Angle per essergli costato la vittoria alle Survivor Series contro The Rock e attaccò anche Vince McMahon per aver tentato di privarlo del WWF Championship, ponendo fine al turn heel che aveva iniziato a WrestleMania X-Seven . Egli turnò face allineandosi con Flair e reclamando la sua cintura del WWF Championship.

## Accoglienza
L'angle dell'invasion fu un'ampia storyline che si protrasse per quasi tutta la metà del 2001 e portò al successo finanziario della WWF, dato che il pay-per-view InVasion fu uno dei più alti eventi non importanti buyrates nella storia dei pay-per-view. Tuttavia, la storyline d'Invasion venne criticata dai fan e dai media del wrestling, con la storyline definita un flop. Altri media si riferirono alla trama come "una delle trame più mal gestite e piene di ego nella storia del wrestling".

### La debolezza dell'Alliance
Durante la storyline, molti incontri interpromozionali videro i lottatori della WWF vincere contro i lottatori della WCW/ECW, di solito in modo pulito. Al contrario, la maggior parte delle vittorie dell'Alliance furono controverse a causa di interferenze o di squalifiche. Ad esempio, Tazz aiutò Raven ad InVasion per battere William Regal. The Rock, tuttavia, vinse nettamente a SummerSlam, nonostante l'assistenza di Shane McMahon a Booker T. Alcuni altri critici notarono anche l'eccessiva enfasi su Steve Austin. I critici credevano che Austin fosse l'unica superstar credibile nell'Alliance.
Un esempio particolare di ciò fu durante l'Inaugural Brawl al pay-per-view InVasion. Oltre al turn di Austin nel match che era necessario per assicurarsi una vittoria della WCW/ECW sulla WWF, SLAM! Wrestling affermò che l'Alliance lottò male rispetto ai lottatori della WWF:
È stato ipotizzato che la ragione di ciò fosse perché Vince McMahon non voleva che la WWF sembrasse debole mentre combatteva l'Alliance, poiché ha lavorato molto duramente per reprimere la sua concorrenza, in particolare la WCW. Smash Wrestling sostenne che i lottatori della WWF avrebbero dovuto disertare per far sembrare l'Alliance una minaccia credibile.

### L'enfasi eccessiva sui McMahon
La storyline d'Invasion venne presentata sullo sfondo del feud dei McMahon. Nella storyline, la WWF era di proprietà di Vince McMahon, la WCW era di proprietà di Shane McMahon e la ECW era di proprietà di Stephanie McMahon. Sebbene il feud non fosse completamente incentrato sui McMahon, la storyline della faida familiare era stata fatta molte volte in precedenza. In aggiunta a ciò, la faida tra Steve Austin e Vince McMahon doveva ricominciare quando Vince McMahon colpì Austin nella parte posteriore della testa con una sedia a No Mercy. Come affermato da una sinossi di SLAM! Wrestling di No Mercy:
È stato ipotizzato che la ragione di ciò fosse perché Vince McMahon non voleva che la WWF sembrasse debole mentre combatteva l'Alliance, poiché ha lavorato molto duramente per reprimere la sua concorrenza, specialmente la WCW. Smash Wrestling sostenne che i lottatori della WWF avrebbero dovuto disertare per far sembrare l'Alliance una minaccia credibile.

### La mancanza di grandi talenti WCW, l'eccessiva enfasi sui disertori della WWF e i problemi con la ECW

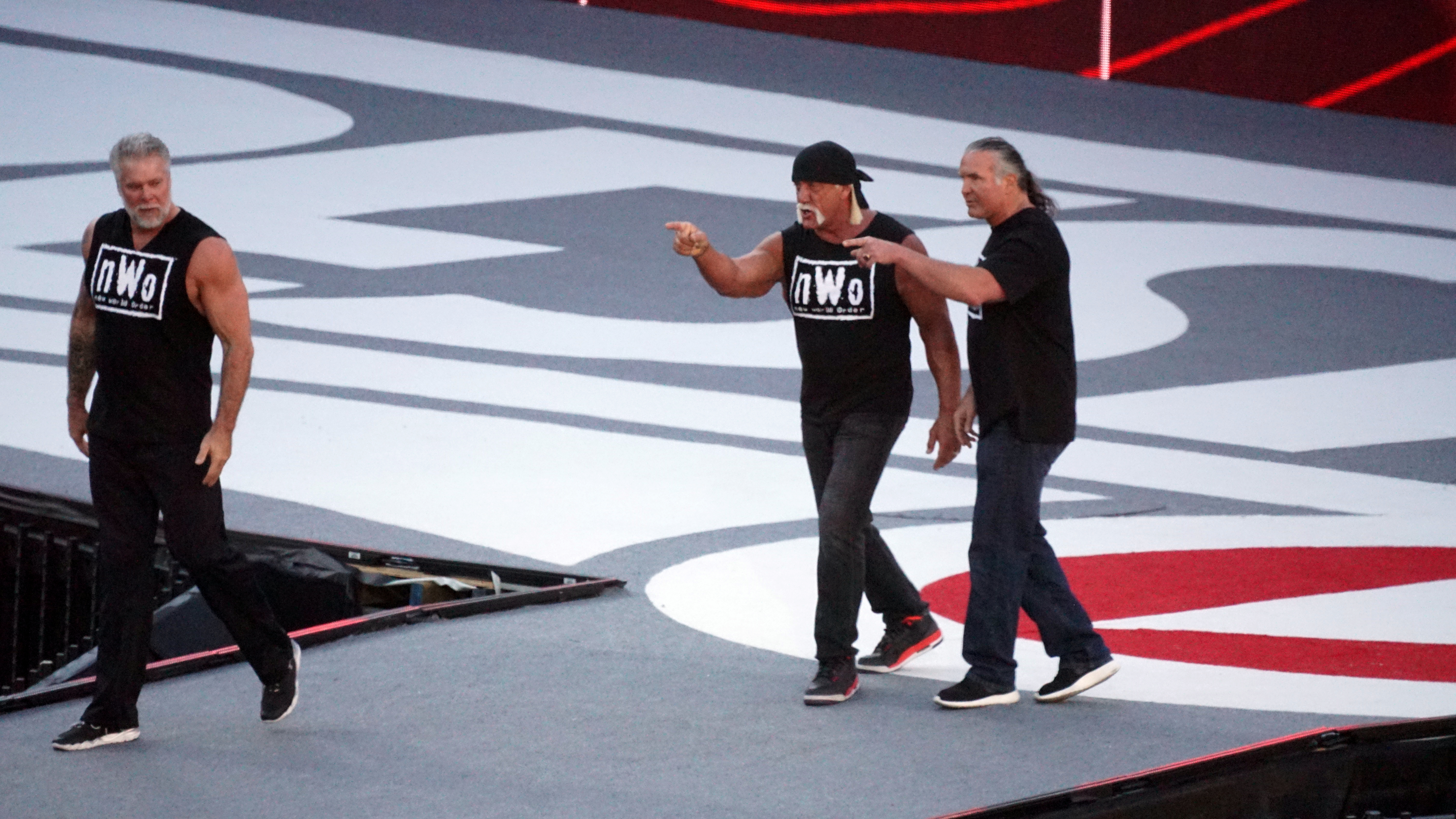
The nWo (Kevin Nash, Hollywood Hogan e Scott Hall) non avrebbero firmato con la WWF fino al 2002

Molti fan avevano sognato un giorno in cui avrebbero potuto mettere i wrestler WWF e WCW l'uno contro l'altro, ma il match finale della storyline si concluse con quattro wrestler WWF. Su Off the Record della TSN, il presentatore Michael Landsberg chiese a Booker T perché l'Invasion – che affermò avrebbe dovuto essere uno dei più grandi angle danarosi nella storia del wrestling - fu a parole sue un fallimento in pay-per-view. Booker rispose:

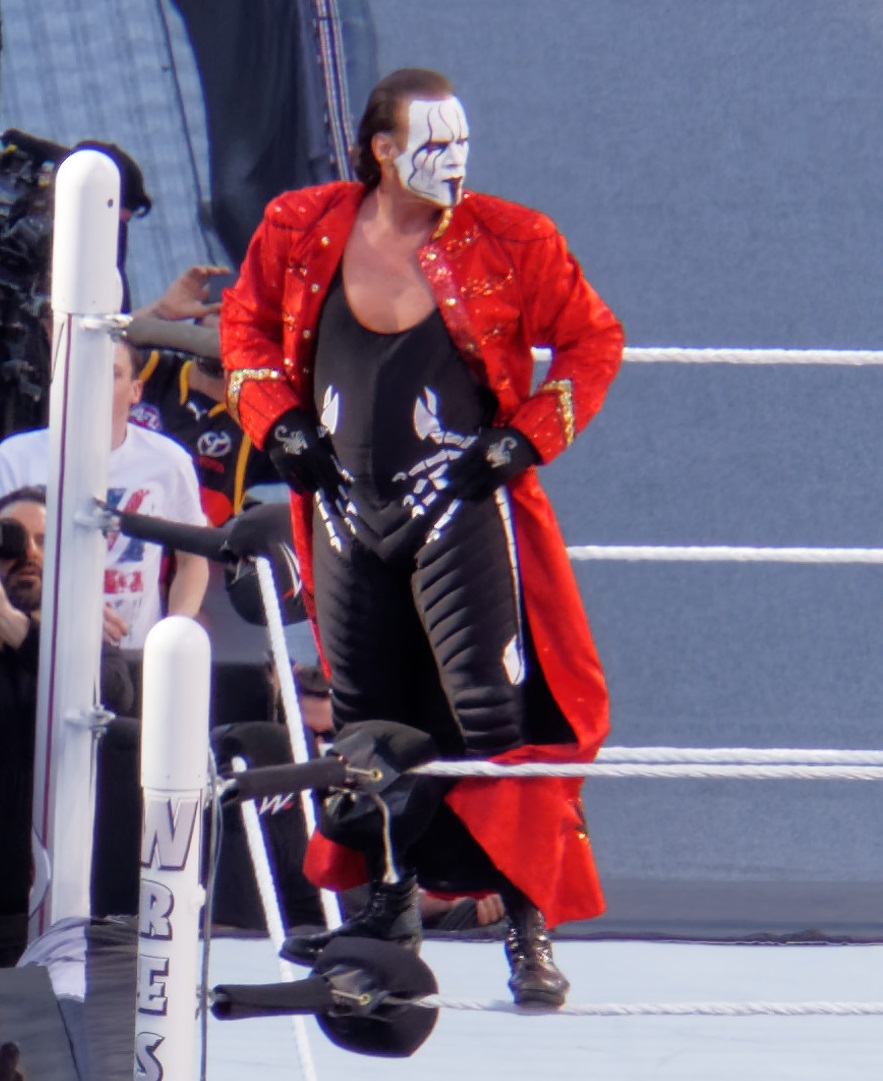
Il pilastro della WCW Sting lottò il suo primo match in WWE a WrestleMania 31 nel 2015

Alcune delle assenze dei wrestler WCW erano fuori dal controllo della WWF. Molti dei migliori wrestler della WCW avevano contratti con la AOL/Time Warner, la società madre della WCW, ed erano disposti a sedersi a casa piuttosto che lottare per meno soldi; Booker T, il WCW Champion in carica al momento dell'acquisto della WWF, fu un'eccezione notevole, accettando di acquistare il resto del suo contratto con la AOL/Time Warner per poter lottare immediatamente per la WWF. McMahon aveva la possibilità di accettare qualsiasi contratto desiderasse con il suo acquisto, ma scelse di lasciare che la AOL/Time Warner continuasse a pagare quelli che erano considerati cattivi affari. Ric Flair (che sarebbe apparso a Raw dopo Survivor Series) e Rey Mysterio non firmarono fino alla fine dell'invasione perché erano legati ai loro contratti, e quindi la loro assenza era fuori dal controllo della WWF. Inoltre, Scott Steiner si stava riprendendo da un infortunio. Altri, come Hulk Hogan, Kevin Nash, Scott Hall e Goldberg, non firmarono fino alla fine della storyline. Per quanto riguarda le altre grandi superstar della WCW, Sting era ancora sotto contratto con la AOL/Time Warner, e non si unì all'attuale WWE fino alla fine del 2014, mentre Lex Luger e Randy Savage non sarebbero mai riapparsì nella compagnia in televisione (nel maggio 2011, Luger si unì alla WWE in un ruolo nel backstage relativo al Wellness Program della compagnia, mentre Savage morì per un improvviso attacco di cuore nello stesso mese). Bret Hart, che si era fatto un nome nella WWF ma venne visto per l'ultima volta lottare per la WCW, si ritirò dal wrestling a causa della sua commozione cerebrale che aveva subito in un match con Goldberg a Starrcade 1999 e allontanato da Vince McMahon dopo lo Screwjob di Montréal del 1997; alla fine sarebbe tornato in WWE nel 2010, dopo essere stato inserito nella WWE Hall of Fame nel 2006. Jeff Jarrett, nonostante il suo contratto fosse stato firmato con la WCW piuttosto che con la AOL/Time Warner, era un altro nome mancante poiché venne licenziato legittimamente e pubblicamente durante il simulcast finale di Raw/Nitro a causa di controversie tra Jarrett e McMahon che non si risolsero fino al 2018. I fan erano confusi dalle decisioni di McMahon visto che la WWF avrebbe fatto più che abbastanza per coprire tutti questi contratti di wrestler nel 2001. Per questo motivo, l'avversario della WWF presumibilmente non aveva la forte identità della WCW.

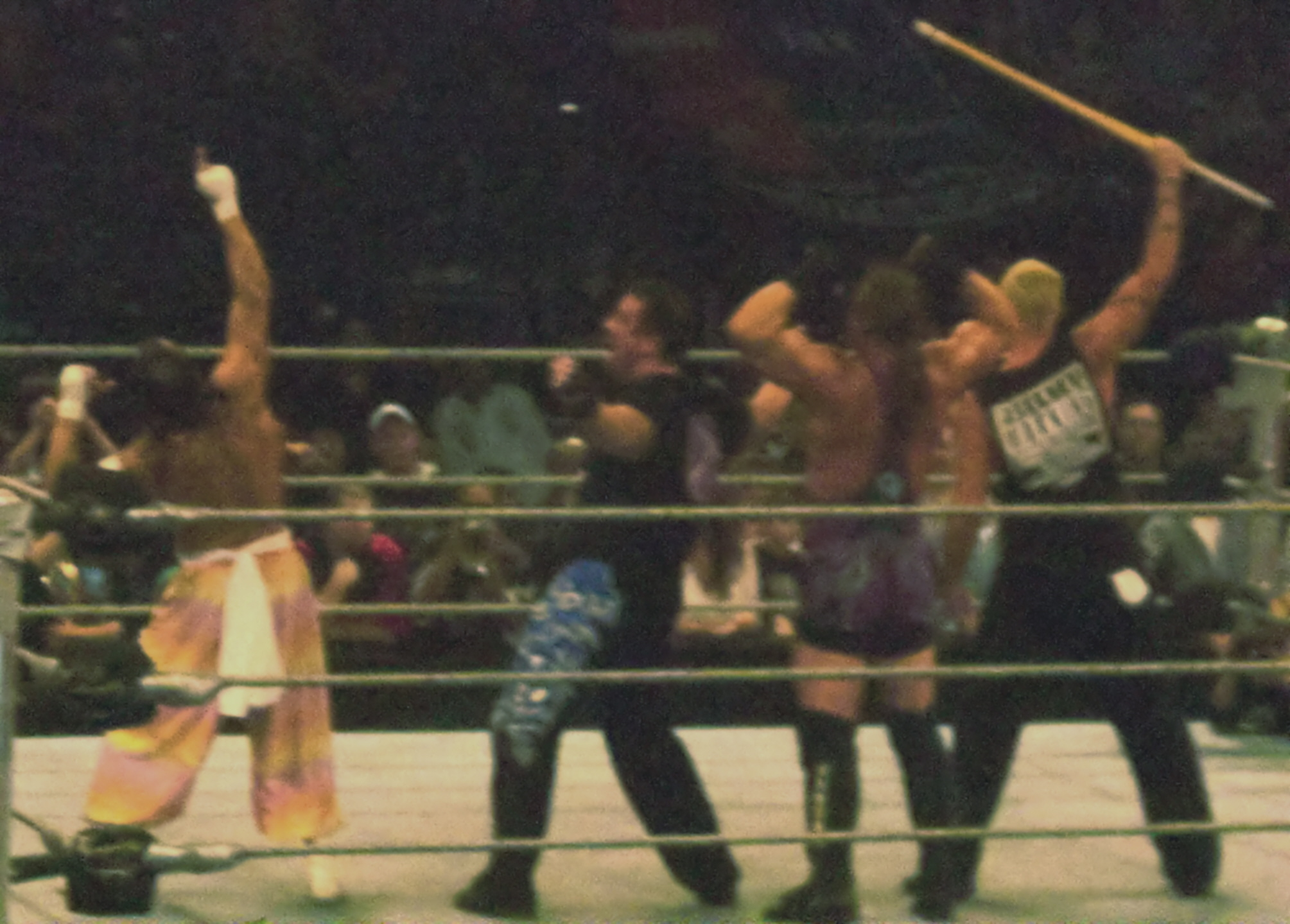
Molti ECW Originals non firmarono fino al lancio della ECW nel 2006

In correlazione con la WCW, anche alla ECW mancavano la maggior parte delle loro superstar chiave come The Sandman, Sabu, Balls Mahoney, Little Guido e Tony Mamaluke (che in seguito si uniranno alla ECW rilanciata dalla WWE). Dalla storyline mancarono anche altri wrestler come Shane Douglas, Masato Tanaka, Terry Funk, New Jack, 2 Cold Scorpio e Mikey Whipwreck. Durante quel periodo, l'uso del nome ECW in onda fu oggetto di controversia nonostante Heyman fosse ancora tecnicamente proprietario della compagnia mentre la WWF dovette affrontare un'azione legale da parte di Harry Slash & The Slashtones per l'uso della sua sigla This Is Extreme!.
Alla stessa WWF mancavano alcune delle sue più grandi star, in particolare Triple H, che si è strappato il quadricipite nell'episodio del 21 maggio di Raw Is War, settimane prima dell'inizio della storyline e non sarebbe tornato fino all'anno successivo nell'episodio del 7 gennaio di Raw, tuttavia non lottò come concorrente sul ring fino all'episodio del 17 gennaio di SmackDown! in un tag team match e avrebbe anche vinto il Royal Rumble match pochi giorni dopo alla Royal Rumble, ben dopo la fine dell'angle dell'Invasion. Shawn Michaels, che all'epoca si era ritirato da quattro anni, era in pausa dalla WWF e inoltre non apparve durante la storyline dell'Invasion. Rikishi rimase inattivo per tutta la storyline con una spalla ferita e non tornò in WWF fino al dicembre 2001. Eddie Guerrero e Chris Benoit, che erano stati ex star WCW/ECW, che all'epoca lavoravano per la WWF, furono assenti dalla storyline. A Benoit venne suggerito di disertare in WCW prima del suo infortunio nel giugno 2001 al King of the Ring. Anche a Guerrero venne suggerito di disertare in WCW, ma venne inviato in riabilitazione dopo una dipendenza da antidolorifici nel maggio 2001 prima di essere rilasciato a novembre. Sia Guerrero che Benoit non sarebbero tornati nella compagnia rispettivamente nell'aprile e nel maggio 2002. Anche Dean Malenko e Perry Saturn, che erano gli ex compagni di stable di Benoit e Guerrero dei The Radicalz, erano assenti dalla storyline, con Malenko che si ritirò ufficialmente dal wrestling nel luglio 2001 mentre Saturn venne coinvolto in un incidente shoot durante una registrazione di Jakked/Metal e venne coinvolto minimamente nella storyline; ogni volta che Saturn apparve sulle matchcard durante la storyline, venne indicato che era allineato con la WWF.
Per rafforzare i ranghi della WCW (al posto dei grandi nomi della WCW), alcuni lottatori della WWF (come Steve Austin) disertarono e si unirono all'Alliance e vennero pushati come leader dell'Alliance. Austin, che aveva lavorato in WCW e in ECW ma aveva trovato il suo più grande successo nella WWF ed era visto principalmente come un wrestler WWF, venne pushato come il leader dell'Alliance e un lottatore più importante durante l'Invasion rispetto ai membri autentici WCW o ECW dell'Alliance. Molti dei migliori talenti WCW ed ECW che erano le migliori superstar nelle loro precedenti compagnie, come Diamond Dallas Page, Booker T, Rob Van Dam, The Dudley Boyz, Justin Credible, Raven e Tazz, vennero sconfitti in match della card medio-bassa, mentre i lottatori WWF di livello inferiore che avevano disertato per l'Alliance, come Test, ricevettero un push maggiore. Sting avrebbe citato ciò come il motivo per cui non avrebbe mai firmato con la WWF (fino al 2014) nonostante gli fosse stato offerto un contratto.
Nel main event finale delle Survivor Series tra la WWF e l'Alliance, l'Alliance era rappresentata da cinque lottatori. Tre di questi erano lottatori della WWF che avevano disertato. Shane McMahon e Kurt Angle non avevano mai lottato per la WCW o per l'ECW prima dell'invasione. Solo tre lottatori che avevano lavorato in WCW o ECW, Austin, Booker T e Rob Van Dam, erano nel team. McMahon, Booker T e Rob Van Dam furono i primi tre lottatori eliminati del team dell'Alliance, quindi gli ultimi sopravvissuti che rappresentavano l'apparente entità WCW/ECW furono due lottatori che erano già nella WWF prima dell'Invasion.